# الحي الأولمبي

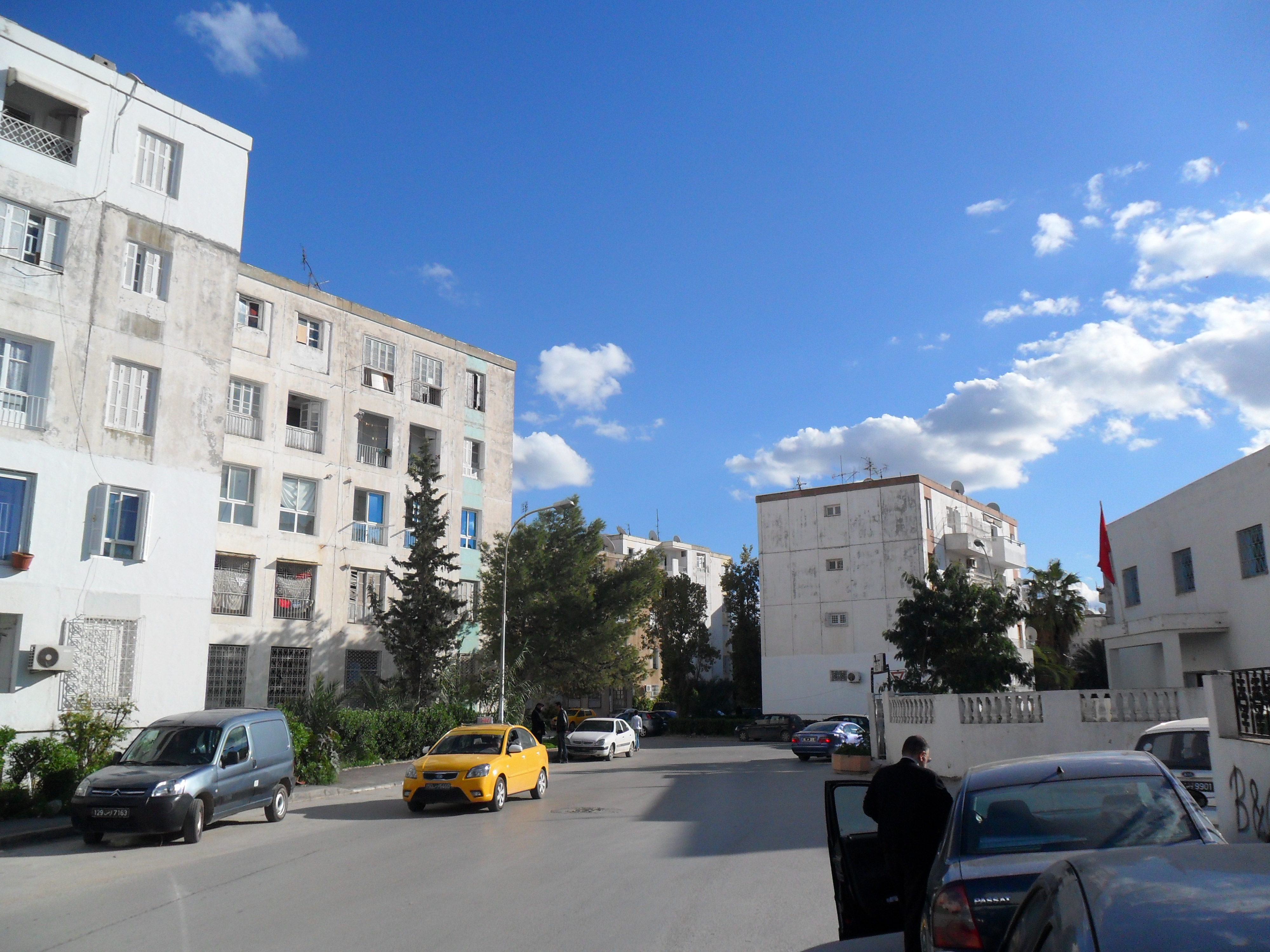
احدى مداخل القسم السكني من الحي الأولمبي

الحي الأولمبي هو أحد الأحياء السكنية بشمال العاصمة التونسية، وهو يحاذي حي الخضراء والمنزه والشرقية. يحتوي الحي على قسم إداري يحتوي على عدد من مقار المؤسسات من بينها الشركة الوطنية لتوزيع البترول ودار الجامعات الرياضية. 